# Distrito electoral 14 (Nebraska)
El distrito electoral 14 (en inglés: Precinct 14) es un distrito electoral ubicado en el condado de Cedar en el estado estadounidense de Nebraska. En el Censo de 2010 tenía una población de 131 habitantes y una densidad poblacional de 1,41 personas por km².

## Geografía
El distrito electoral 14 se encuentra ubicado en las coordenadas 42°33′42″N 97°3′51″O / 42.56167, -97.06417. Según la Oficina del Censo de los Estados Unidos, el distrito electoral 14 tiene una superficie total de 93.06 km², que corresponden a tierra firme.

## Demografía
Según el censo de 2010, había 131 personas residiendo en el distrito electoral 14. La densidad de población era de 1,41 hab./km². De los 131 habitantes, el distrito electoral 14 estaba compuesto por el 100% blancos.